# 蒙贝尔南雄
蒙贝尔南雄（法語：Mont-Bernanchon，法語發音：[mɔ̃ bɛʁnɑ̃ʃɔ̃]）是法国上法蘭西大區加来海峡省的一个市镇，属于贝蒂讷区。

## 地理
蒙贝尔南雄（50°34'59"N, 2°35'22"E）面积11.4 平方千米，位于法国上法蘭西大區加来海峡省，该省份为法国北部沿海省份，西北濒北海，南至索姆省，东临北部省。
与蒙贝尔南雄接壤的市镇（或旧市镇、城区）包括：利斯河畔卡洛讷、戈内姆、安日、罗贝克。

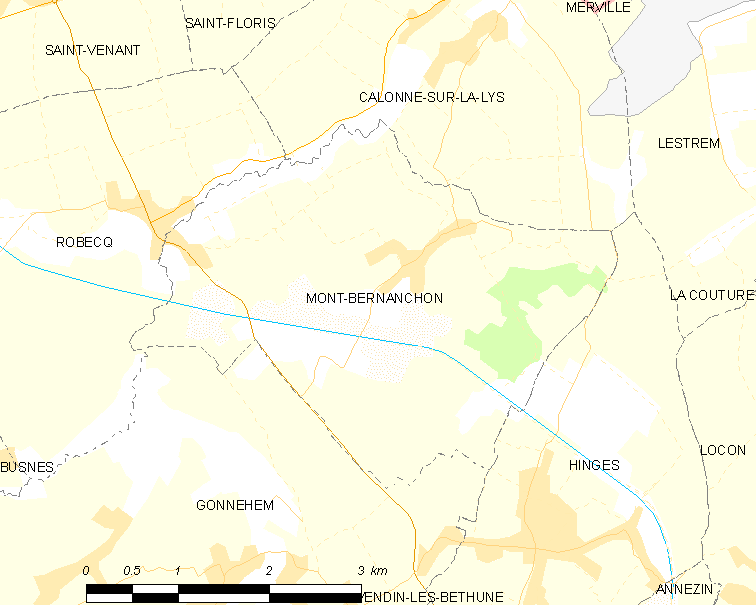
蒙贝尔南雄的OSM定位图

蒙贝尔南雄的时区为UTC+01:00、UTC+02:00（夏令时）。

## 行政
蒙贝尔南雄的邮政编码为62350，INSEE市镇编码为62584。

## 政治
蒙贝尔南雄所属的省级选区为利莱尔县。

## 人口

1962-2008年间蒙贝尔南雄人口变化图示

蒙贝尔南雄于2022年1月1日时的人口数量为1319人。